# Cerkev sv. Štefana, Gomilsko
Cerkev sv. Štefana stoji v središču vasi Gomilsko in je župnijska cerkev Župnije Gomilsko.

## Zgodovina
Cerkev sv. Štefana (papeža) je bila postavljena kot podružnična cerkev k pražupniji Braslovče. Zaradi povečanega števila prebivalcev in morda tudi zaradi cerkve v Grajski vasi in v Šmatevžu je bil na Gomilskem vikariat, kot del braslovške župnije. Od kdaj je bil vzpostavljen vikariat ni znano, zagotovo pa po letu 1461, ko je bila ustanovljena ljubljanska škofija in so v ustanovni listini navedeni tudi vikariati, med katerimi pa ni bolskega. Vikariat je bil do leta 1786, ko so na Gomiskem ustanovili samostojno župnijo. Župnija je imela in še ima podružnične cerkve v Grajski vasi – sveti Krištof, v Šentrupertu – sveti Rupert in v Šmatevžu – sveti Matevž (Matej). Na zemljevidu iz leta 1678 je na mestu Gomilskega pripisano sveti Štefan, kar pomeni, da je bila prvotna cerkev posvečena svetemu Štefanu. 
Po ohranjenih listinskih virih je bila cerkev prvič neposredno omenjena šele leta 1545, ko je bila podružnična cerkev braslovške župnije. Vendar je bila cerkev posredno omenjena že leta 1363 v zvezi z imetjem, ki je služilo za vzdrževanje “duhovnika na Gomilskem”. Tako lahko sklepamo, da je cerkev nastala kakih dvesto let pred omembo v ohranjeni listini. Gotova pa je bila žunijska cerkev svetega Štefana na Gomilskem ob svoji postavitvi gotska. S kasnejšimi prezidavami so jo spremenili v sedanjo baročno. 
V 18. stoletju so cerkvi prizidali dve kapeli (1794), in obokali cerkveno ladjo. Leta 1972 so postavili nov oltar in celotno cerkev obnovili. Leta 2004 so najstarejše freske restavrirali, ki pa so vendale šele iz konca 18. stoletja. 

## Notranjosti cerkve
Notranjost cerkve sestavlja pravokotna ladja, dve kapeli, zakristija, oratoriji, prezbiterij in pritličje zvonika. Ladja v dolžino meri 15,3 m, široka je 5,8 m in na oboku visoka  5,5 m. Strop je belo obarvan, stene pa so okrašene z zgodnjebaročnimi upodobitvami (freskami) apostolov, ki so jim dodani latinski napisi – citati iz apostolske vere. Med prezbiterijem in ladjo je opodobljena freska svete Barbare iz obdobja med leti 1520 in 1540. V ladji in v obeh kapelah so tla tlakovana s cementnimi proščicami. Na koru so bile orgle, ki jih je izdelal Jernej Billich iz Trnovelj pri Celju leta 1841, in se sedaj nahajajo v župnišču. 

### Glavni in daritveni oltar
Sedanji glavni oltar je izdelal celjski baročni kipar Ferdinand Gall med leti 1760 in 1770. Oltar prikazuje poveličanje svetega Štefana. Nad kipom je kompleks kipov Svete Trojice. Oljna slika na vrhu oltarja prikazuje „Smrt svetega Frančiška Ksaverja“. Tabernakelj je šele iz leta 1924 in je delo Ivana Sojča. Včasih je bila v tabernaklju monštranca, ki so jo izdelali na osnovi načrtov Jožeta Plečnika. Daritveni oltar so izdelali leta 1972 po načrtih mariborskega arhitekta Cirila Zazule.

### Stranska oltarja
Sedaj sta stranska oltarja dva, v vsaki kapeli eden; včasih pa naj bi bili trije. Na levi strani cerkve so pozidali kapelo. V kapeli je v celoti lesen oltar, ki ga je tako kot glavni oltar izdelal kipar Ferdinand Gall. Osrednja podoba je slika Marije z detetom, ki je delo slikarja Janeza Potočnika. Oltar je iz leta 1794. Ta oltar so obnovili leta 1934. Kapela je posvečena sveti Barbari. 
Leva kapela ima oltar posvečen svetim Trem kraljem in je iz leta 1891. Ta oltar je bil restavriran leta 2011.

## Zvonik
Nastarejši del cerkve je zvonik, ki je v osnovi gotski. O tem priča njegov gotsko oblikovan vhod iz prezbiterija in okenske line na severni strani. Pritličje je skoraj kvadratno, od višine strehe kapele dalje pa je oblika osmerokotna. Okna so renesančna. V zvoniku je ura in zvon iz leta 1705, tako da bi lahko sklepali, da so takrat zvonik dozidali in vanj obesili nov zvon. Sedaj so v zvoniku trije zvonovi.

## Zvonovi
Cerkev na Gomilskem ima tri zvonove, enega starega več kot 300 let in dva mlajša. V času prve svetovne vojne so za potrebe vojske zvonove na Gomilskem zaplenili. Iz stropne konstrukcije je videte, da so bili pred prvo svetovno vojno štirje zvonovi, od katerih so pustili le bakrenega. Po koncu  prve svetovne vojne je gomilska župnijska cerkev nabavila leta 1922 dva nova zvonova, ki sta jeklena. Ulili so ju v Kranjski industrijski družbi na Jesenicah. Tretji zvon je bakren iz leta 1705.